# Louis Joseph Maes

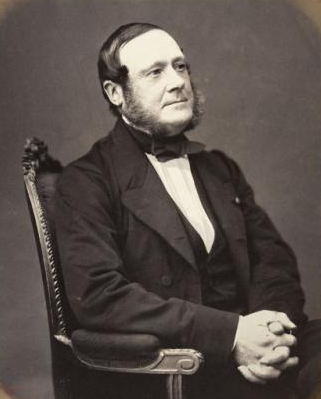
Louis Joseph Maes (1864)

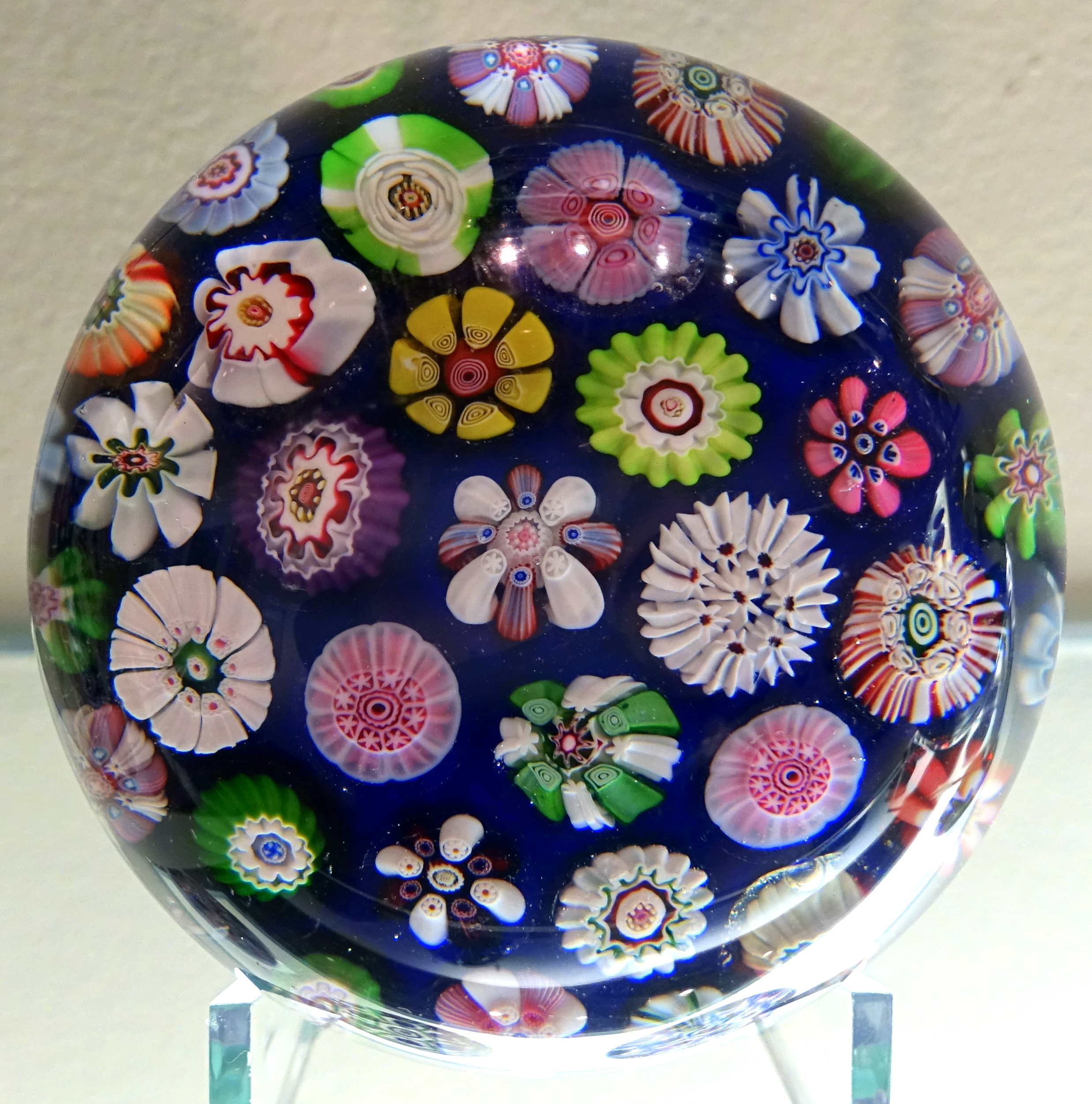
Rose de Clichy (omstreeks 1850)

Louis Joseph Maes (ook geschreven Maës, Parijs, 22 of 28 mei 1815 - La Ferté-Saint-Aubin, 1898) was een Frans ondernemer en politicus. Hij was de oprichter van de Cristallerie Maës.
Maes werd geboren in een familie van brouwers afkomstig uit het noorden van Frankrijk. In 1841 huwde hij met Anne Rouyer, wier vader een glasfabriek bezat in Boulogne. Maes nam de zaak van zijn schoonvader over en verhuisde de activiteiten in 1842 naar Clichy bij Parijs. Maes ontwikkelde samen met Louis Clémandot een nieuw type kristal, cristal de Clichy. De Cristallerie Maës groeide in enkele jaren uit tot een van de belangrijkste producenten van kristalglas in Frankrijk, na de Cristallerie Saint-Louis en Baccarat. De creaties van Maes werden wereldwijd bekend door de wereldtentoonstellingen van de jaren 1850. Een bekend product was de Rose de Clichy, een kristallen bol met daarin kleine decoratieve bloemen, die vaak als presse-papier werd gebruikt. In de jaren 1860 telde de fabriek ongeveer 300 werknemers. Hij liet de kristalfabriek over aan zijn zoon. De fabriek werd verkocht in 1882 en sloot de deuren in 1895.
Tussen 1858 en 1870 was Maes burgemeester van Clichy. Daarnaast zetelde hij in de Conseil général van Hauts-de-Seine tussen 1859 en 1870. Daarna verhuisde hij naar La Ferté Saint-Aubin (Loiret) waar hij het Château des Muids had gekocht. Daar verbleef hij tot zijn dood op 83-jarige leeftijd.
Maes was officier in het Legioen van Eer.
- Base Léonore: LH//1683/44